# Tolerancja krzyżowa
Dwie substancje wykazują względem siebie tolerancję krzyżową jeśli rosnąca z czasem tolerancja jednej z nich powoduje także wzrost tolerancji drugiej substancji. Np. osoba uzależniona od morfiny po przejściu na heroinę nie będzie mogła skutecznie się odurzać standardowymi dawkami heroiny, wystarczającymi dla osób nieuzależnionych. Cechą tolerancji krzyżowej jest to, że objawy zespołu abstynencyjnego można zlikwidować używając najmniej szkodliwej z tych substancji.